# ماتيو جينتيلي
ماتيو جينتيلي (بالإيطالية: Matteo Gentili)‏ (21 أغسطس 1989 بفياريدجو في إيطاليا - ) هو لاعب كرة قدم إيطالي في مركز الدفاع. شارك مع منتخب إيطاليا تحت 17 سنة لكرة القدم ومنتخب إيطاليا تحت 18 سنة لكرة القدم ومنتخب إيطاليا تحت 19 سنة لكرة القدم ومنتخب إيطاليا تحت 20 سنة لكرة القدم. أما مع النوادي، فقد لعب مع أتالانتا ونادي ريجينا ونادي سبيزيا ونادي فاريسي ونادي فيتشينزا ويو أس بركوليتزه 1932.

## روابط خارجية
- ماتيو جينتيلي على موقع قاعدة بيانات كرة القدم.إي يو (الإنجليزية)
- ماتيو جينتيلي على موقع Soccerway.com (الإنجليزية)
- ماتيو جينتيلي على موقع عالم كرة القدم.نت (الإنجليزية)
- ماتيو جينتيلي على موقع AS.com (الإسبانية)
- ماتيو جينتيلي على موقع GSA (الإنجليزية)